# Orsodacnidae
Famille
Les Orsodacnidae sont une petite famille d'insectes appartenant à l'ordre des coléoptères et à la super-famille des Chrysomeloidea.

## Systématique
Le nom valide de ce taxon est Orsodacnidae. La famille est créée par l'entomologiste suédois Carl Gustaf Thomson en 1859.

## Liste des genres
Selon GBIF (22 novembre 2023) :
- Aulacoscelis Duponchel & Chevrolat, 1842
- Janbechynea Monrós, 1953
- Orsodacne Latreille, 1802